# Декриміналізація
Декриміналізація — це скасування раніше діючої кримінально-правової заборони, якою поведінка певного виду визнавалася як злочин; переведення діянь із категорії злочинних у категорію не злочинів.

## Сутність терміна
Декриміналізація фактично полягає у вилученні соціально неприйнятного діяння (дії або бездіяльності) з чинного кримінального законодавства. Практична реалізація декриміналізації допомагає підтримувати кримінальне законодавство в «актуальному» стані, швидко реагувати на зміни у суспільстві та державі, особливо в економічній та соціальній сферах.

## Основні фактори
Виділяють окремі фактори декриміналізації діянь, зокрема:
1. незначна суспільна небезпека діяння;
2. невисокий ступінь його морального осуду населенням;
3. рідкісне застосування певних кримінально-правових норм на практиці;
4. наявність інших нормативно-правових актів, за допомогою яких можна успішно боротися з відповідним видом суспільно-небезпечної поведінки.

## Позитивні наслідки
Уникнення зайвого застосування найсуворішого виду юридичної відповідальності у випадках, коли з урахуванням характеру діяння і особи злочинця, позитивні результати можуть бути досягнуті застосуванням менш жорстких санкцій.
Також, важливий аспект декриміналізації полягає у тому, що вона проводиться з метою фінансової та процесуальної економії судівської діяльності, тобто дозволяє обійтися без тривалого кримінального судочинства, на яке витрачається значна частина коштів, засобів, часу тощо. Виключення з кримінального закону окремих складів злочинів дозволяє «розвантажити» діяльність слідчих та оперативних підрозділів, та правоохоронних органів в цілому.